# Shadow DN11
La Shadow DN11 fu una vettura di Formula 1 progettata da John Gentry e Richard Owen con telaio in monoscocca d'alluminio e spinta dal tradizionale propulsore Ford Cosworth DFV utilizzata nel corso della stagione 1980.

## Sviluppo
La DN11 è stata progettata dal nuovo progettista John Gentry, che però abbandonò la squadra dopo pochi mesi e venne sostituito da Richard Owen. A causa delle difficoltà economiche in cui versava la Shadow, la DN11 ha un design semplice e convenzionale, con le sospensioni posteriori che sono state ereditate dalla DN9B usata la stagione precedente.

## La stagione
Per il campionato 1980 la Shadow ingaggiò Dave Kennedy, proveniente dalla Formula Aurora in cui nel 1979 aveva ottenuto il secondo posto nel campionato piloti. Pochi giorni prima dell'inizio del campionato la Shadow offrì un sedile a Stefan Johansson se in cambio fosse riuscito a portare alcuni sponsor. Lo svedese ottenne il sostegno di alcuni sponsor, tra cui l'azienda petrolifera AGA AB.
La DN11 debuttò al Gran Premio d'Argentina. Nei primi due gran premi della stagione entrambi i piloti mancarono la qualificazione e dal Gran Premio del Sudafrica Johansson venne sostituito da Geoff Lees. Il britannico riuscì a qualificarsi al GP del Sudafrica che concluse in anticipo a causa di un incidente al settantesimo giro, venendo comunque classificato avendo coperto almeno il 90% dei giri previsti.
Per il Gran Premio del Belgio a Lees venne affidata la Shadow DN12, mentre Kennedy continuò a guidare la DN11 fino al Gran Premio di Francia, quando gli venne affidata una DN12.

## Risultati
| Anno | Team                        | Motore            | Gomme | Piloti    |    |    |    |    |    |    |  |  |  |  |  |  |  |  | Punti | Pos. |
| ---- | --------------------------- | ----------------- | ----- | --------- | -- | -- | -- | -- | -- | -- |  |  |  |  |  |  |  |  | ----- | ---- |
| 1980 | Shadow Cars Shadow Theodore | Ford Cosworth DFV | G     | Johansson | NQ | NQ |    |    |    |    |  |  |  |  |  |  |  |  | 0     | -    |
| 1980 | Shadow Cars Shadow Theodore | Ford Cosworth DFV | G     | Lees      |    |    | 13 | NQ |    |    |  |  |  |  |  |  |  |  | 0     | -    |
| 1980 | Shadow Cars Shadow Theodore | Ford Cosworth DFV | G     | Kennedy   | NQ | NQ | NQ | NQ | NQ | NQ |  |  |  |  |  |  |  |  | 0     | -    |